# Teorema di Slutsky
In probabilità, il teorema di Slutsky è un risultato fondamentale sulla convergenza di variabili casuali, attribuito a Evgenij Evgen'evič Sluckij.

## Enunciato del teorema
Siano {\displaystyle \{X_{n}\}_{n}} e {\displaystyle \{Y_{n}\}_{n}} due successioni di variabili casuali tali che {\displaystyle \{X_{n}\}_{n}} converge in distribuzione a una variabile casuale {\displaystyle X} e {\displaystyle \{Y_{n}\}_{n}} converge in probabilità a una costante reale {\displaystyle c}. Allora:
1. {\displaystyle \{X_{n}+Y_{n}\}_{n}} converge in distribuzione a {\displaystyle X+c};
2. {\displaystyle \{Y_{n}X_{n}\}_{n}} converge in distribuzione a {\displaystyle cX};
3. {\displaystyle \{X_{n}/Y_{n}\}_{n}} converge in distribuzione a {\displaystyle X/c}, se {\displaystyle c\neq 0}.

## Generalizzazioni
Nelle stesse ipotesi di sopra, si ha che {\displaystyle \{g(X_{n},Y_{n})\}_{n}} converge in distribuzione a {\displaystyle g(X,c)} per ogni funzione {\displaystyle g:\mathbb {R} ^{2}\rightarrow \mathbb {R} } continua.